# Upplands runinskrifter 769
Upplands runinskrifter 769 är en vikingatida runsten av rödgrå granit i Testeby, Vårfrukyrka socken och Enköpings kommun. Runstenen är 1,55 meter hög och 1,9 meter bred.
U 769 är ristad av samme runristare som U 768, och mycket talar för att det är Erik som ristat dem bägge.

## Inskriften
Translitterering av runraden:
sk(a)rþi + raisti + stain + þina × aftir + utryk + sun × sin + kuþ × hialbi + ant × hans × auk + harals
Normalisering till runsvenska:
Skarði ræisti stæin þenna æftiʀ Otrygg, sun sinn. Guð hialpi and hans ok Haralds.
Översättning till nusvenska:
Skarde reste denna sten efter Otrygg, sin son. Gud hjälpe hans ande och Haralds.